# Liste der Flughäfen auf den Seychellen
Die Liste der Flughäfen auf den Seychellen zeigt die zivilen Flughäfen des Inselstaates der Seychellen, alphabetisch nach den Inseln aufgelistet.
| Insel           | ICAO-Code | IATA-Code | Name des Flughafens    |
| --------------- | --------- | --------- | ---------------------- |
| Alphonse-Atoll  | FSAL      |           | Flughafen Alphonse     |
| Assomption      | FSAS      |           | Flughafen Assumption   |
| Astove-Insel    |           |           | Flughafen Astove       |
| Bird Island     | FSSB      | BDI       | Flughafen Bird         |
| Coëtivy         | FSSC      |           | Flughafen Coëtivy      |
| D’Arros         | FSDA      |           | Flughafen D’Arros      |
| Denis Island    | FSSD      | DEI       | Flughafen Denis        |
| Desroches       | FSDR      | DES       | Flughafen Desroches    |
| Farquhar-Gruppe | FSFA      |           | Flughafen Farquhar     |
| Frégate         | FSSF      | FRK       | Flughafen Frégate      |
| Mahé            | FSIA      | SEZ       | Flughafen Seychellen   |
| Marie Louise    | FSMA      |           | Flughafen Marie Louise |
| Platte          | FSPL      |           | Flughafen Platte       |
| Praslin         | FSPP      | PRI       | Flughafen Praslin      |
| Remire          | FSSR      |           | Flughafen Remire       |